# XPartners
XPartners är en nordisk koncern inom teknisk konsultverksamhet med inriktning på samhällsbyggnad, infrastruktur, energi och miljö. Koncernen består av över 40 självständigt drivna bolag med sammanlagt cirka 1 500 anställda (april 2025) och är verksam i Sverige, Danmark, Norge och Finland.

## Verksamhet
XPartners bildades 2021 med syftet att samla specialistbolag inom bygg- och infrastruktursektorn i en gemensam plattform för samverkan och tillväxt. Koncernens affärsmodell bygger på decentralisering: förvärvade bolag behåller sin operativa självständighet, företagskultur och ledning, samtidigt som de får tillgång till gemensamma resurser, nätverk och systemstöd. Bolagen samarbetar i projekt och delar kompetens över gränser och discipliner.
XPartners växer genom en kombination av organisk tillväxt och selektiva förvärv. Förvärvsstrategin fokuserar på välrenommerade specialistbolag med stark lokal närvaro, teknisk kompetens och entreprenöriellt ledarskap. Till skillnad från traditionella integrationsmodeller behåller de förvärvade bolagen sin identitet och operativa frihet inom ramen för koncernens gemensamma plattform. Bland de bolag som anslutit sig till XPartners finns under senare tid exempelvis PLH Arkitekter, Centerpoint, Kåver & Mellin och NT Consulting.

## Ägande och struktur
Bolagen i XPartners är helägda av koncernen. Moderbolaget är i sin tur majoritetsägt av medarbetare och entreprenörer på bolaget. Utöver detta är den danska riskkapitalfonden Axcel och det åländska riskkapitalbolaget Evolver betydande ägare.
Koncernen har i april 2025 en årsomsättning på cirka 3 miljarder kronor (pro forma).

## Namnets ursprung
Namnet XPartners syftar till att uttrycka koncernens syn på tillväxt genom samarbete. X representerar ett okänt eller obegränsat antal framtida samarbetspartners, medan Partners signalerar den samarbetsbaserade modell som koncernen bygger på.